# Vera Streicher
Vera Streicher (* 1986 in Darmstadt) ist eine deutsche Schauspielerin.

## Leben
Vera Streicher absolvierte ihre Schauspielausbildung von 2008 bis 2012 an der Akademie für Darstellende Kunst Baden-Württemberg in Ludwigsburg. Sie absolvierte außerdem einen Comedy-Workshop bei Harald Schmidt und besuchte 2011 den Filmschauspiel-Worskshop der Filmakademie Baden-Württemberg. Bereits während ihrer Ausbildung trat sie am Badischen Staatstheater Karlsruhe auf.
2012 gastierte sie am Theater Basel als Friederike in dem Lustspiel Pension Schöller. 2015 trat sie am Monbijou Theater in Berlin in der Rolle der Zofe Dorine in Tartuffe auf. 2015 und 2016 spielte sie am Monbijou Theater in der Wintersaison in mehreren Kinder- und Jugendtheaterproduktionen in den „Märchenhütten“. Zur Fort- und Weiterbildung ging sie 2016 für ein „Professional Actor Training“ an das William Esper Studio in New York. Im Juni 2018 gehörte zur Besetzung der Rezitations-Performance Room 555, die im Rahmen des „Performing Arts Festival Berlin“ uraufgeführt wurde.
Vera Streicher spielte Haupt- und Nebenrollen in mehreren Kurzfilmen. Außerdem stand sie für Werbefilme und Musikvideos vor der Kamera. In der 2. Staffel der Fernsehserie Charité (2018) übernahm sie eine der Episodenrollen als Bildhauerin Yrsa von Leistner, die im Bunker der Charité eine Büste von Ferdinand Sauerbruch anfertigt.
Vera Streicher lebt in Berlin.

## Filmografie (Auswahl)
- 2010: Lilith (Kurzfilm)
- 2013: Heute kann ich mir das nicht mehr erlauben
- 2017: Der unsichtbare Film (Kinofilm)
- 2018: Charité: Stunde Null (Fernsehserie, eine Folge)
- 2020: Tatort: Ein paar Worte nach Mitternacht (Fernsehreihe)
- 2023: SOKO Stuttgart (Fernsehserie, Folge Süßer Tod)
- 2023: Gute Zeiten, schlechte Zeiten (Fernsehserie)